# Serjania punctulata
Serjania punctulata är en kinesträdsväxtart som beskrevs av Ludwig Radlkofer. Serjania punctulata ingår i släktet Serjania och familjen kinesträdsväxter. Inga underarter finns listade i Catalogue of Life.